# Tung Chung Line

Haltestellen der Tung Chung Line

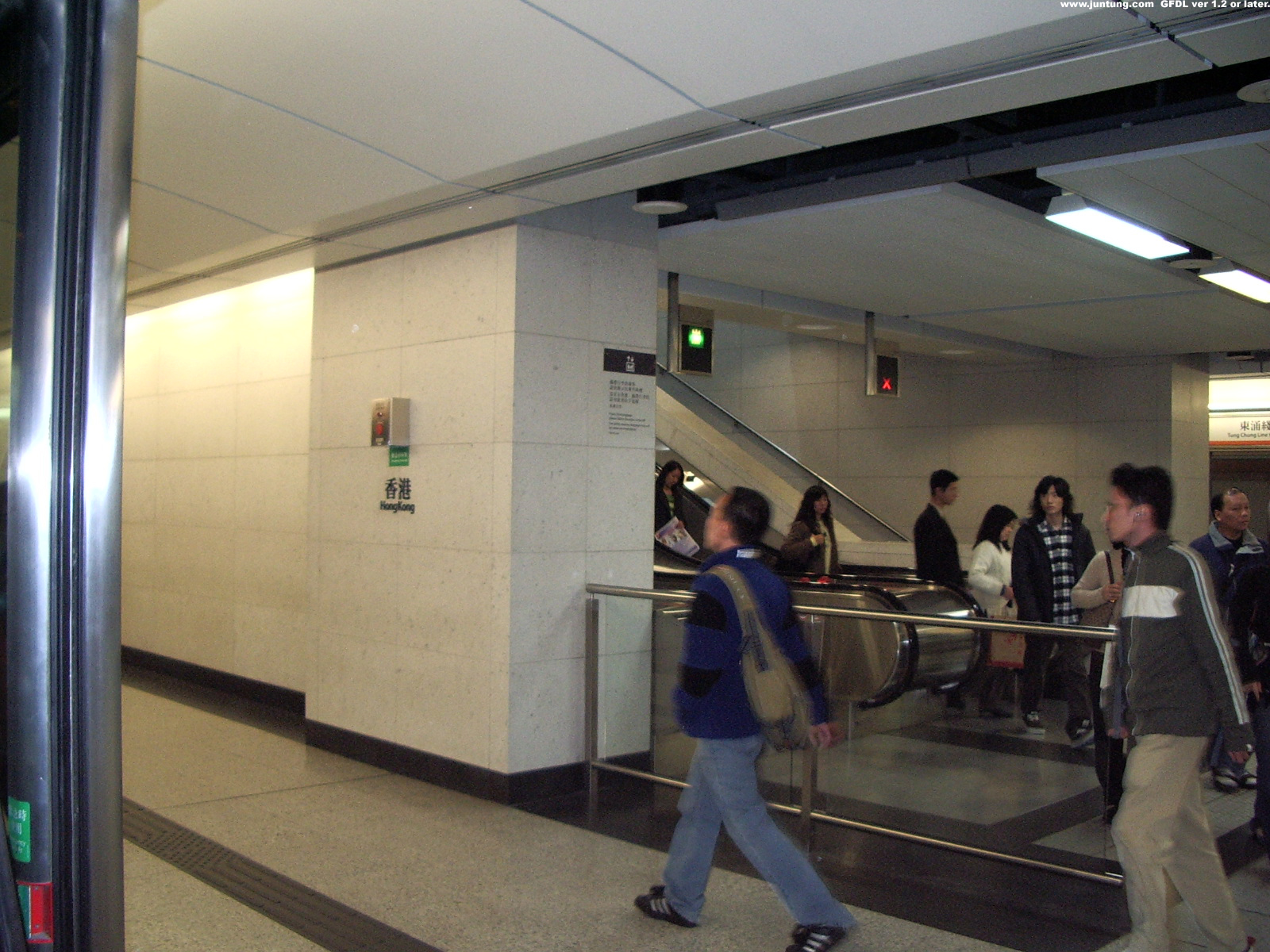
Endstation Hong Kong

Die Tung Chung Line (chinesisch 東涌綫 / 东涌线, Pinyin Dōngchōng Xiàn, Jyutping Dung1cung1 Sin3) ist eine Linie der Mass Transit Railway (MTR) in Hongkong. Sie führt von der Station Hong Kong im Bezirk Central and Western über West-Kowloon und die südwestlichen New Territories zum Wohngebiet Tung Chung auf der Insel Lantau nahe dem Flughafen. Dabei befährt sie unter anderem die Tsing-Ma-Brücke, eine der längsten Hängebrücken der Welt.
Die 34,8 Kilometer lange Linie teilt sich mit dem Airport Express eine Trasse. Auf großen Streckenteilen verfügt sie aber über eigene Gleise und Bahnsteige und bedient weitere Zwischenstationen. Auf der Linie kommt eine auf Kapazität optimierte Variante der großzügig ausgestatteten Züge der Flughafenlinie zum Einsatz. Aus diesen Gründen wird auch kein Zuschlag erhoben.

## Geschichte
Im Oktober 1989 kündigte die Regierung von Hongkong Pläne zum Bau eines neuen Flughafens auf der abgelegenen Insel Chek Lap Kok an, um den überfüllten internationalen Flughafen Kai Tak im Herzen von Kowloon zu ersetzen.
Im Rahmen der Initiative forderte die Regierung die MTR Corporation auf, eine Eisenbahnverbindung zum neuen Flughafen, der Lantau Airport Railway, zu bauen. Das Projekt wurde zunächst von der chinesischen Regierung abgelehnt, da befürchtet wurde, dass der Bau die Währungsreserven der Regierung von Hongkong belasten und den Chinesen nichts mehr übrig lassen würde, sobald die Briten 1997 das Territorium übergeben.
Nach Einigung der chinesischen und britischen Regierung begann der Bau im November 1994.
Die Bahnverbindung zum Flughafen Chek Lap Kok besteht aus zwei Eisenbahnlinien, der Tung Chung-Linie und dem Airport Express. In beiden Linien werden die gleichen Fahrzeuge mit geringfügigen Unterschieden in Innenausstattung und Lackierung eingesetzt.
Am 21. Juni 1998 wurde die Tung Chung Line vom Chief Executive Tung Chee-hwa offiziell eröffnet, und der Dienst wurde am nächsten Tag aufgenommen, knapp zwei Wochen vor dem Airport Express.
Am 16. Dezember 2003 fand ein Tag der offenen Tür für wohltätige Zwecke am kürzlich fertig gestellten Bahnhof Nam Cheong statt, einem Verkehrsknotenpunkt zwischen der Tung Chung Line und der bald eröffneten West Rail-Line der Kowloon-Canton Railway. In Vorbereitung auf die Eröffnung der neuen West Rail Line wurde der Bahnhof am 19. Dezember 2003 geschlossen und am 20. Dezember 2003 offiziell für die Öffentlichkeit zugänglich gemacht. Seitdem hat sich die Anzahl der Wagen pro Zug von sieben auf acht erhöht, um die neue West Rail Line aufzunehmen zusätzliche Schirmherrschaft.
Die Station Sunny Bay wurde am 1. Juni 2005 als Umsteigebahnhof für die Disneyland Resort Line eröffnet. Hong Kong Disneyland öffnete seine Pforten drei Monate nach Inbetriebnahme der Station.
Zwischen 2006 und 2007 wurden vier neue Züge in Betrieb genommen, um die Betriebsfrequenz zu verbessern. Der erste Zug wurde am 9. Februar 2006 ausgeliefert und am 12. Juni 2006 in Dienst gestellt. Die Bahnsteige wurden modifiziert, um die neuen Züge aufzunehmen, die einige Millimeter breiter sind als die alten Fahrzeuge.

## Streckenbeschreibung
Im Gegensatz zu den meisten anderen Eisenbahnlinien im System verläuft die Tung Chung-Linie größtenteils oberirdisch und erstreckt sich über eine größere Entfernung. Die Linie teilt den größten Teil der Strecke mit dem Airport Express. Erst nahe der Endstation in Tung Chung trennen sich die Strecken.
Die Linie fährt unterirdisch vom Bahnhof Hong Kong zum Bahnhof Kowloon über den Hafen. Dann taucht die Trasse auf, um die olympische Station zu erreichen. Die Züge fahren weiter über Grund auf dem West Kowloon Expressway und halten am Bahnhof Nam Cheong und dann auf einem Viadukt am Bahnhof Lai King. Danach überquert die Linie den Rambler Channel und hält an der Tsing Yi Station auf der Tsing Yi Insel. Die Züge fahren dann in einen Tunnel durch die Hügel der Insel und fahren auf der Tsing-Ma-Brücke und der Kap Shui Mun-Brücke weiter bis zur Insel Lantau. Auf der Insel fährt die Linie neben dem North Lantau Expressway. Der Airport Express trennt sich von der Tung Chung Line am Stadtrand von Tung Chung und fährt auf den dafür vorgesehenen Strecken. Der Abstand zwischen Sunny Bay und Tung Chug beträgt ungefähr 10 km und die Fahrt dauert ungefähr 6 Minuten.
Einige ausgehende Züge fahren nicht weiter nach Lantau, sondern enden am Bahnhof Tsing Yi, da die Kapazität der Tsing Ma-Brücke begrenzt ist und immer nur ein Zug passieren kann. An der Endstation in Tung Chung fährt die Luftseilbahn Ngong Ping 360 zum Berg Ngong Ping. Dort befinden sich das buddhistische Kloster Po Lin und die 34 Meter hohe Statue Tian Tan Buddha.

## Kapazitätseinschränkungen für Kosteneinsparung
Als die damalige Kolonialregierung ihre Pläne zum Bau der Flughafenbahnverbindung bekannt gab, äußerte sich die chinesische Regierung besorgt über die erheblichen Kapitalausgaben. 1994, wenige Jahre vor der Übergabe, einigten sich sowohl die britische als auch die chinesische Regierung auf die Bedingungen der folgenden Maßnahmen zur Kosteneinsparung:
- Die Flughafenbahnverbindung war ursprünglich für vier Gleise ausgelegt, jeweils zwei für den Airport Express und die Tung Chung Line. Die Trasse wurde später auf großen Teilen auf zwei von beiden Linien genutzte Gleise reduziert.
- Die Verringerung der Zugverkehrskapazität auf der Tsing Ma-Brücke, dem Ma Wan-Viadukt und der Kap Shui Mun-Brücke bedeutet, dass jeweils nur ein Zug in eine Richtung fahren kann. Der Mindestabstand zwischen den Zügen beträgt 2 Minuten und 15 Sekunden. Einige Züge der Tung-Chung-Linie müssen die Brücken nach Lantau überqueren und bei Tsung Yi enden.
- Das Signalsystem kann den Airport-Express-Zügen mit begrenzten Haltestellen keine Priorität einräumen. Tung Chung Line-Züge hielten manchmal längere Zeit am Bahnhof Sunny Bay an, um den Airport Express-Zügen Platz zu machen.
- Das Stromversorgungssystem beschränkt die Anzahl der Züge, die zwischen den Bahnhöfen Kowloon und Lai King verkehren. Das System kann maximal einen Airport Express-Zug und zwei Tung Chung-Züge aufnehmen, um gleichzeitig in beide Richtungen zu fahren. Dies erhöht den Mindestabstand auf der Tung Chung Line um 3,5 Minuten.

## Zukunft
Die Tung-Chung-Linie soll vom Bahnhof Hongkong parallel zur Island Line nach Osten erweitert werden. Gemäß den vom Hong Kong Highways Department veröffentlichten Rail Projects Under Planning 2000 werden drei neue Stationen, Tamar, Exhibition Centre und Causeway Bay North, Teil der Erweiterung sein. Die Linie verbindet dann den Bahnhof North Point und geht in die Linie Tseung Kwan O über. 14 Jahre später wurde der Bahnhof Tamar zur Endstation sowohl der Linie Tseung Kwan O als auch der Linie Tung Chung, während die Stationen Exhibition und Causeway Bay North von der Linie Tseung Kwan O bedient werden sollten.
Die Bewohner des Yat Tung-Anwesens haben die Regierung aufgefordert, die Tung Chung-Linie bis zum Tung Chung West in der Nähe von Yat Tung zu verlängern, um ihre Transportprobleme zu lindern. Yat Tung hat derzeit 40.000 Einwohner. Sie behaupteten, als sie vor 11 Jahren einzogen, deuteten die Unterlagen des Housing Bureau auf eine MTR-Station auf dem Anwesen hin. Die Bewohner müssen derzeit eine 10-minütige Busfahrt zum Bahnhof Tung Chung nehmen.